# Raorchestes ponmudi
Espèce
Synonymes
- Philautus ponmudi Biju & Bossuyt, 2005
- Pseudophilautus ponmudi (Biju & Bossuyt, 2005)

Statut de conservation UICN

 CR B1ab(iii) : 
En danger critique
Raorchestes ponmudi est une espèce d'amphibiens de la famille des Rhacophoridae.

## Répartition
Cette espèce est endémique du district de Thiruvananthapuram dans le Kerala en Inde. Elle se rencontre à environ 1 000 m d'altitude sur le mont Ponmudi (en) dans le sud des Ghâts occidentaux.

## Description
Raorchestes ponmudi mesure de 36 à 39 mm.

## Étymologie
Son nom d'espèce, ponmudi, lui a été donné en référence au mont Ponmudi, lieu de sa découverte. 

## Publication originale
- Biju & Bossuyt, 2005 : New Species of Philautus (Anura: Ranidae, Rhacophorinae) from Ponmudi Hill in the Western Ghats of India. Journal of Herpetology, vol. 39, p. 349-353 (texte intégral).